# حسام عاشور
حسام عاشور (عربی: حسام عاشور؛ زادهٔ ۹ مارس ۱۹۸۶) یک ورزشکار اهل مصر است.
از باشگاه‌هایی که در آن بازی کرده‌است می‌توان به باشگاه ورزشی الاهلی مصر و تیم ملی فوتبال مصر اشاره کرد.
وی همچنین در تیم‌های ملی فوتبال Egypt U-20 Egypt U-23 مصر ۱ ژوئیه ۲۰۰۶ بازی کرده است.